# Xinmin Evening News
Le Xinmin Evening News, antérieurement connu comme Xinmin Po, est un journal chinois publié depuis septembre 1929 à Shanghai.
Il a pour devise le proverbe socialiste «promouvez les politiques du gouvernement, diffusez la connaissance, changez la culture, satisfaites la vie» (「宣傳政策，傳播知識，移風易俗，豐富生活」).